# The North Face
The North Face, Inc. — американська компанія, що спеціалізується на виробництві верхнього одягу, взуття, флісу й обладнання, такого як рюкзаки, намети та спальні мішки.
Продукція компанії орієнтується на альпіністів, лижників, сноубордистів, туристів і спортсменів, та людей які ведуть активний спосіб життя.
Компанія є спонсором професійних спортсменів по бігу, скелелазінню, лижному спорту і сноубордингу по всьому світу.

## Історія

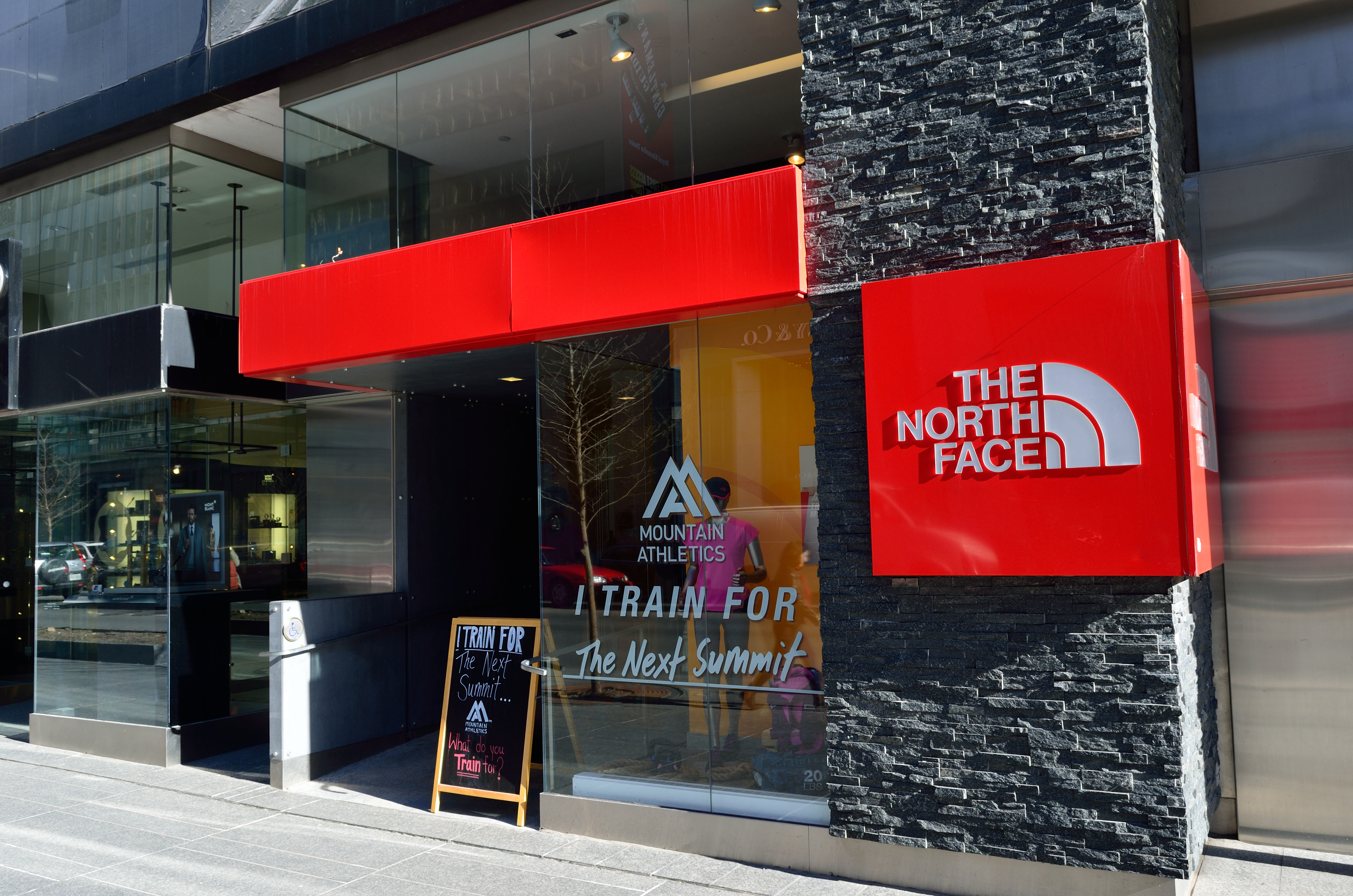
Магазин The North Face на Блур-стріт, Торонто, Канада

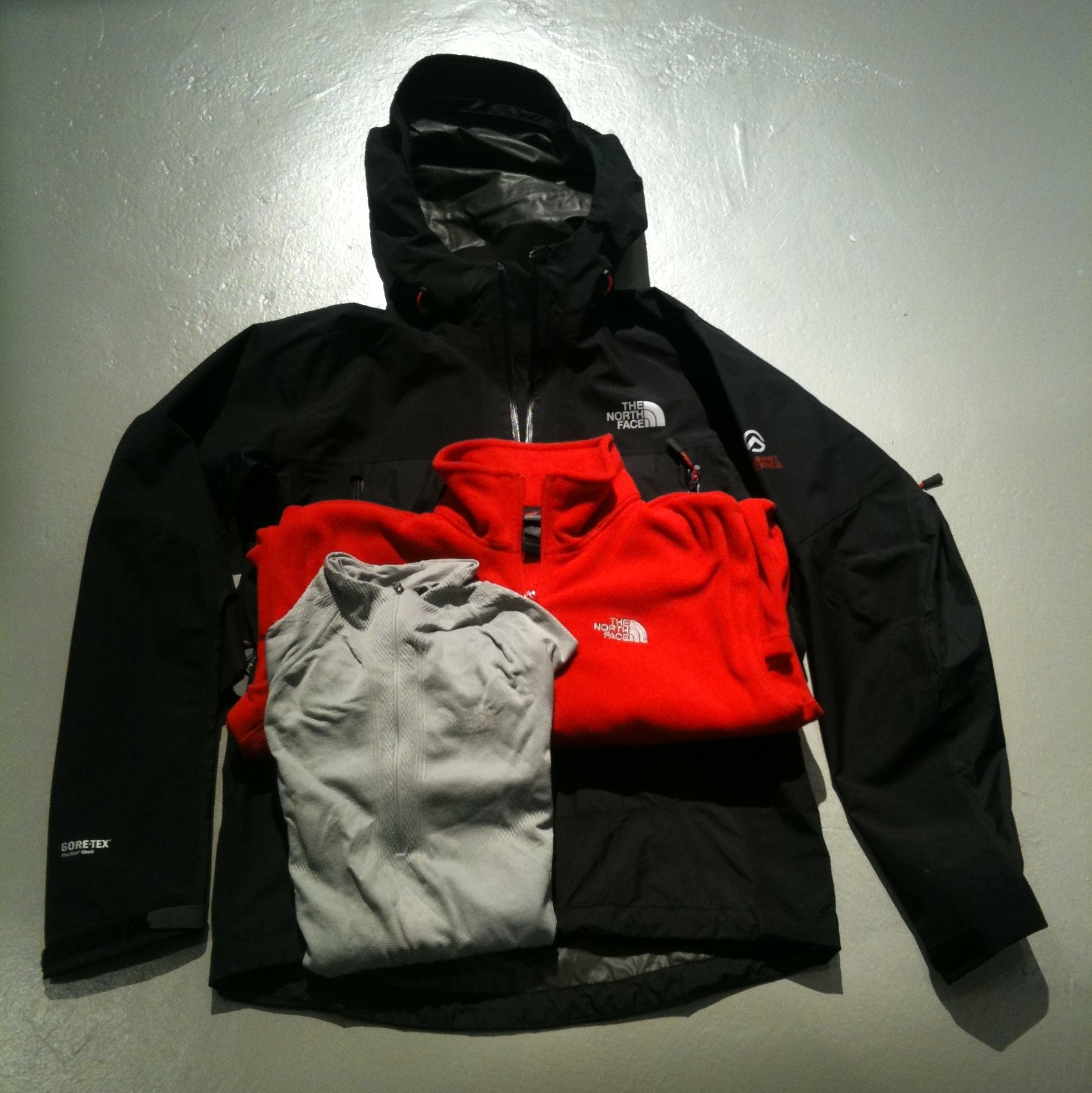
Верхній одяг The North Face, Inc.

Історія бренду The North Face почалася в місті Сан-Франциско як невеличкого роздрібного магазину альпіністського спорядження, заснованого в 1966 році Дугласом Томпкінсом і його тодішньою дружиною Сьюзі Томпкінс. Через два роки він був придбаний Кеннетом «Hap» Клопп. Північна сторона гори (The North Face), як правило, найхолодніший і найгрізніший маршрут, щоб піднятися.
Якийсь час у магазині пропонуються тільки товари, орієнтовані на альпіністів і туристів. У 1980 році асортимент розширився одягом для лижників, а потім туристичним спорядженням.
The North Face в даний час є дочірньою компанією VF Corporation. Головний офіс знаходиться в Аламеда, штат Каліфорнія, разом з корпоративним братом, JanSport.
У 2007 році JanSport була найбільшим у світі виробником рюкзаків: виготовляють майже половину всіх рюкзаків, що продаються в США.
Логотип у вигляді чверті кола і написом The North Face, придуманий каліфорнійським дизайнером Девідом Алкорном у 1971 році, символізує Хаф-Доум, масивний гранітний моноліт у національному парку Йосеміті. Також The North Face є активним спонсором різних спортивних змагань і спортсменів.

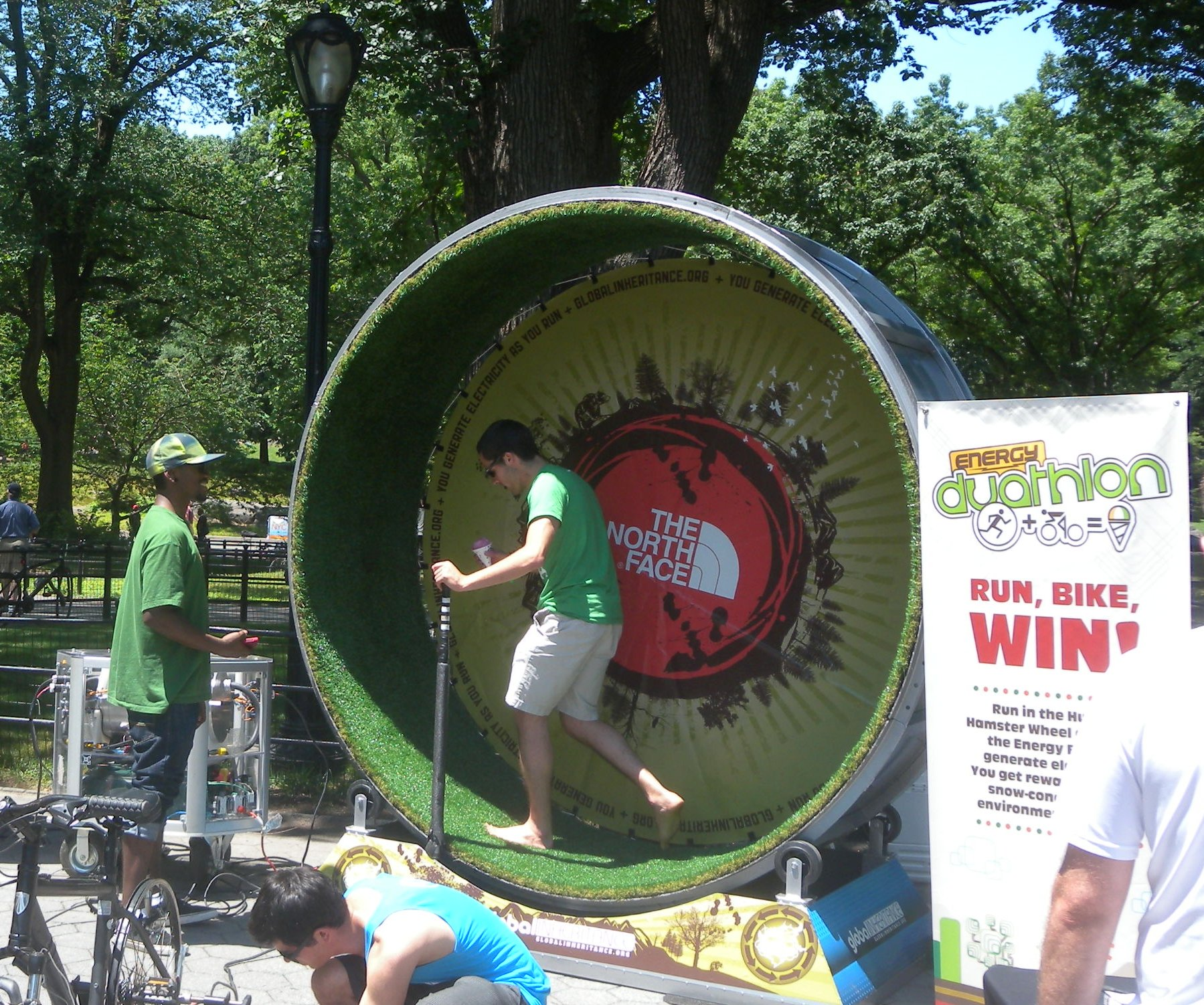
Участь в еко-ярмарку в Нью-Йорку

## Зростання популярності
Упродовж останнього часу популярність бренду The North Face зросла. Зростання популярності призвело до того люди, які носять одяг цього бренду, стають об'єктами грабежу. На початку 2005 року група підлітків з Вашингтону була заарештована за звинуваченням у збройних пограбуваннях, зокрема, хулігани нападали на студентів на вулицях і відбирали куртки North Face.
У грудні 2008 року The North Face подав позов до Окружного суду Сполучених Штатів Східного округу штату Міссурі проти компанії The South Butt та її засновника Джеймса А. Вінкельманна-молодшого і компаній, які обробляються маркетингові та виробничі фірми. У правовому діапазоні The North Face побачили порушення товарного знака та прагнули накласти судову заборону на The South Butt.
Після судового розгляду сторони дійшли згоди про вирішення спору, позов було закритого на 1 квітня 2010 року. Проте в жовтні 2012 року Вінкельман зізнався в суді, що він і його батько порушили угоду з The North Face і погодилися виплатити відшкодування в розмірі $ 65 000, яка була зменшена на $ 1 000 за щомісячне дотримання угоди.

## Магазини

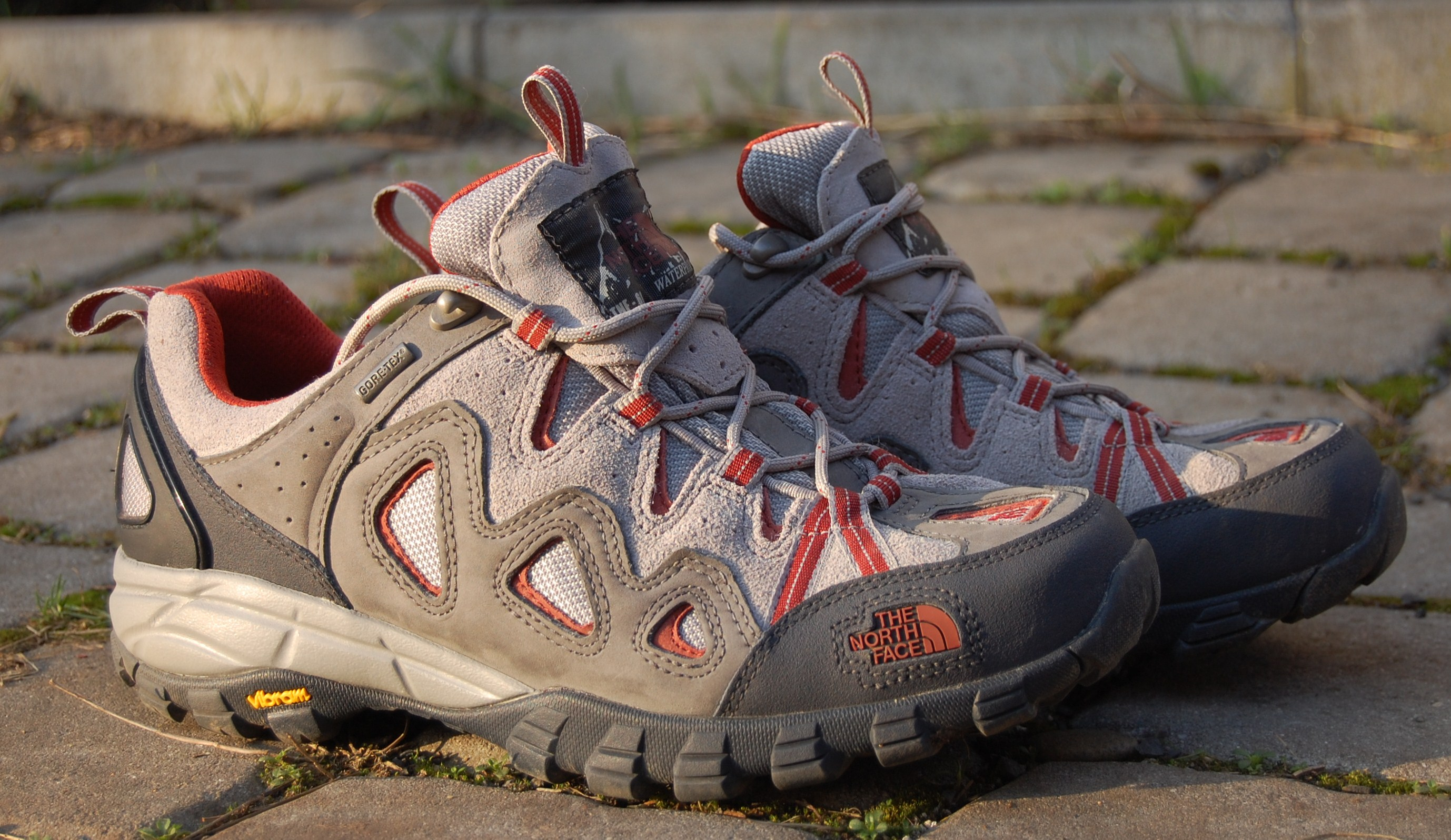
Треккінгові черевики The North Face

На додаток до продажу через роздрібну торгівлю у компанії The North Face працює понад 55 роздрібних і 20 торгових точок у США, 4 роздрібних та 2 торгові точки в Канаді, 19 магазинів у Великій Британії та ще багато по всьому світу.